# Bishop Hill
Bishop Hill – wieś w Stanach Zjednoczonych, w stanie Illinois, w hrabstwie Henry.